# 百合が原公園

ダリア

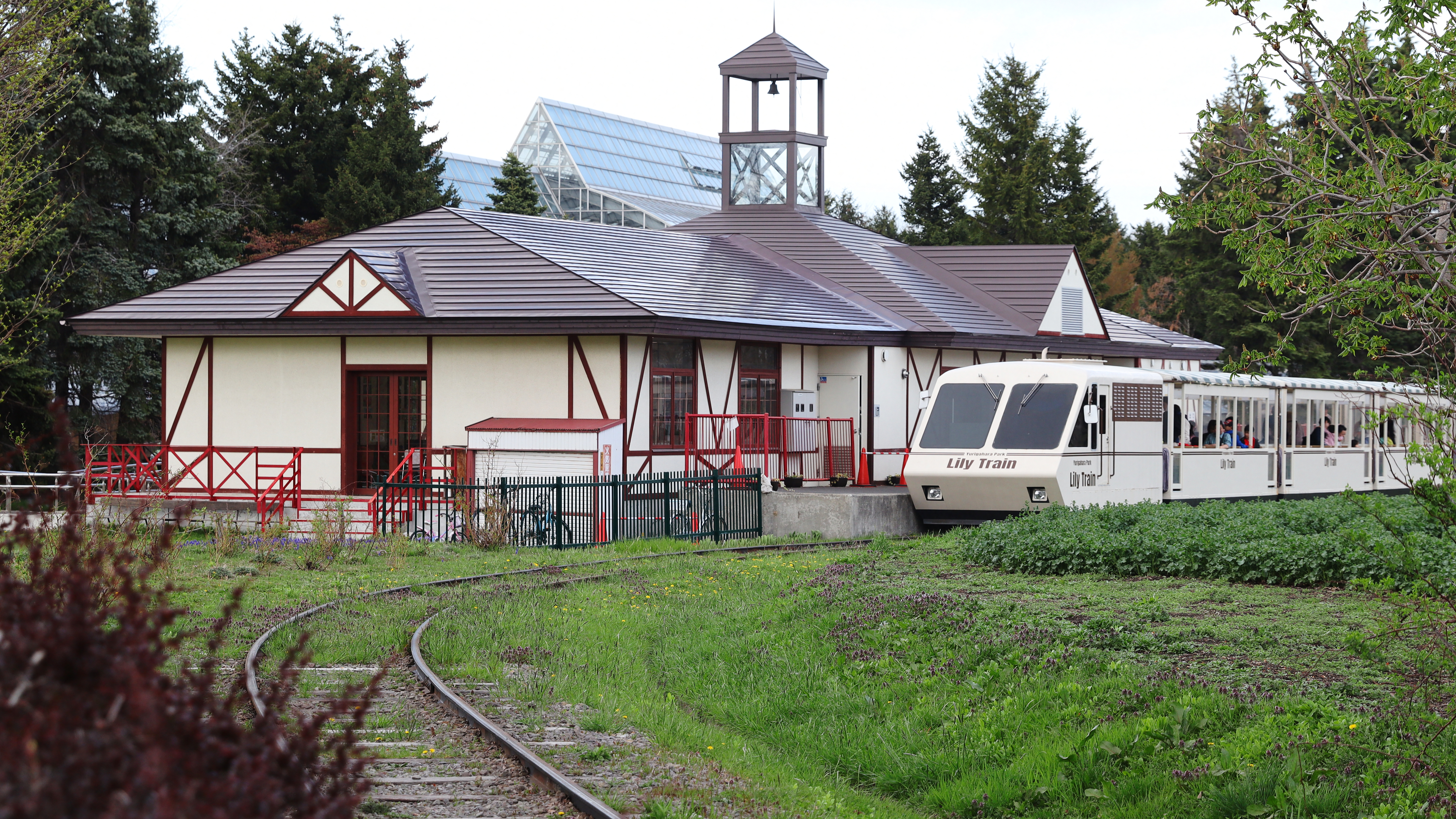
リリートレイン（2023年4月）

百合が原公園（ゆりがはらこうえん）は、札幌市北区にある公園・地名。公園内の一部は東区となっている。

## 概要
札幌市中心部から北東8kmに位置している。公園内では約6,400種類の植物が育てられ、耐寒性植物は約3,500種類にのぼる。ユリの栽培数は100種類になり、600種類以上の高山植物や極地植物を育成している。このほかにバラ属、ライラック、ギボウシ属のコレクションがある。温室では約250種類のツバキや約100種類のアザレア、フクシア、ゼラニウム（テンジクアオイ属）のほか、約1,500種類の植物を栽培している。また、公園内の生物の多様性を保障しながら、公園の快適さや園芸植物の栽培を維持する持続可能な公園管理を目指す取り組みを行っている。植物の廃材を主な材料とした堆肥やウッドチップの製造から施用までを行っており、札幌市内最大級の植物リサイクル施設になっている。市民協働による複数のボランティアが活動している。

## 歴史
- 1978年（昭和53年）、昭和天皇御在位50周年事業として採択。
- 1979年（昭和54年）、記念広場（現在の世界の百合広場）が北海道大学農学部による基本構想に基づき造成開始。
- 1981年（昭和56年）、管理事務所完成。
- 1983年（昭和58年）、公園名を「東北公園」から「百合が原公園」と改称し、供用開始。
- 1986年（昭和61年）、第4回全国都市緑化フェア『'86さっぽろ花と緑の博覧会』開催[5]。温室、世界の庭園、リリートレイン設置。
- 1987年（昭和62年）、都市緑化植物園（ロックガーデン）完成。
- 1988年（昭和63年）、ムスカリの道造成。
- 1990年（平成02年）、北区ハルニレの森造成。
- 1991年（平成03年）、落ち葉の堆肥化開始[6]。
- 1993年（平成05年）〜1996年（平成08年）、ライラックコレクション造成。
- 1996年（平成08年）〜1998年（平成10年）、ローズウォーク造成。
- 1997年（平成09年）、ビーチヘッジ造成。
- 2002年（平成14年）、『第18回都市公園コンクール』管理運営部門で日本公園緑地協会会長賞受賞[7]。
- 2012年（平成24年）、ガイドボランティア活動開始。

## 施設
百合が原緑のセンター
温室（大・中・小）、総合受付、緑の相談コーナー、図書コーナー
世界の庭園
日本庭園と札幌市の姉妹都市を代表する庭園で構成。
日本庭園（札幌市）
瀋芳園（瀋陽市）
ムンヒェナーガルテン（ミュンヘン市）
ポートランドガーデン（ポートランド市）
リリートレイン
パークゴルフ場・ゲートボール場
レストラン百合が原
ガーデンショップ
歩くスキーコース
冬季限定。周長約1.8km

### 花壇
世界の百合広場
約100種類の世界のユリを植栽。また、藤棚のフジなどの多彩な花木を楽しむこともできる。
世界の庭園
エリア内には国内外の約30種類をコレクションしたあじさい園、耐陰性宿根草中心のボーダーガーデンや「ヒマラヤの青いケシ」を見ることができる。
札幌市緑化植物園
百合が原緑のセンター温室
1年を通して様々な草花、花木などを展示している。大温室に地植えされている花木以外は、ほぼすべての植物は鉢植えで栽培して見頃を迎えたものに随時差し替えている。そのため、温室内では常時数十種の花を見ることができる。また、展示会や植物に関する講習会・ガーデニング教室などの催しを行い、様々な方法で植物に親しんで貰える工夫をしている。
ロックガーデン・ヒースガーデン
ロックガーデンはドライウォールガーデン、ロッケリー、スクリーガーデン、山草園、トレリスなどで構成。高山植物、極地植物、山草など約600種類の植物を観察できる。ヒースガーデンはエリカ（エリカ属）やカルーナ（カルーナ属）などを中心とした矮性花木の花壇。
ローズウォーク
延長約100mのオールドローズやイングリッシュローズによる散歩道。西側入り口には『'86さっぽろ花と緑の博覧会』に出展したシトカトウヒ（トウヒ属）の大きな切り株を博覧会開催記念に設置している。
ライラックコレクション
約50種類のライラックを植栽。ライラックウォークは公園西側に面する歩道沿い約650mの並木道。
ビーチヘッジ
ビーチ（beech）はセイヨウブナ、ヘッジ（hedge）は生垣を意味する。
ムスカリの道
ムスカリの中にチューリップを配したエリア。
花木園
サクラ、ツツジ、ライラック、アジサイが咲きつなぎ、宿根草のボーダーガーデンを作っている。
花壇広場ほか
かおりの庭
ハーブや宿根草で構成。
宿根草園
屋外でも越冬できるシャクヤクなどの宿根草で構成。
ダリア園
約200種類のダリアで構成。
バラ花壇
園内各所でバラを栽培。
芝生広場
広場にあるサイロは、かつてこの地域が酪農地帯であったことを記しており、展望台になっている。

## その他
- 2025年（令和7年）6月および8月、園内の自動販売機が立て続けに6台破壊されて、現金が奪われる事件が発生した[9]。

## 参考資料
- 『さっぽろ文庫』 64 公園と緑地、札幌市。2015年12月11日閲覧。
- “フラワーパーク 百合が原公園” (PDF).   札幌市公園緑化協会. 2016年3月4日時点のオリジナルよりアーカイブ。2015年12月8日閲覧。
- “百合が原公園の植物リサイクル” (PDF).   札幌市環境局緑化推進部・札幌市公園緑化協会. 2015年12月22日時点のオリジナルよりアーカイブ。2015年12月8日閲覧。
- “絆広がる百合が原公園” (PDF). 北区市民部地域振興課. 2015年12月8日閲覧。